# Jüdischer Friedhof (Langenei)

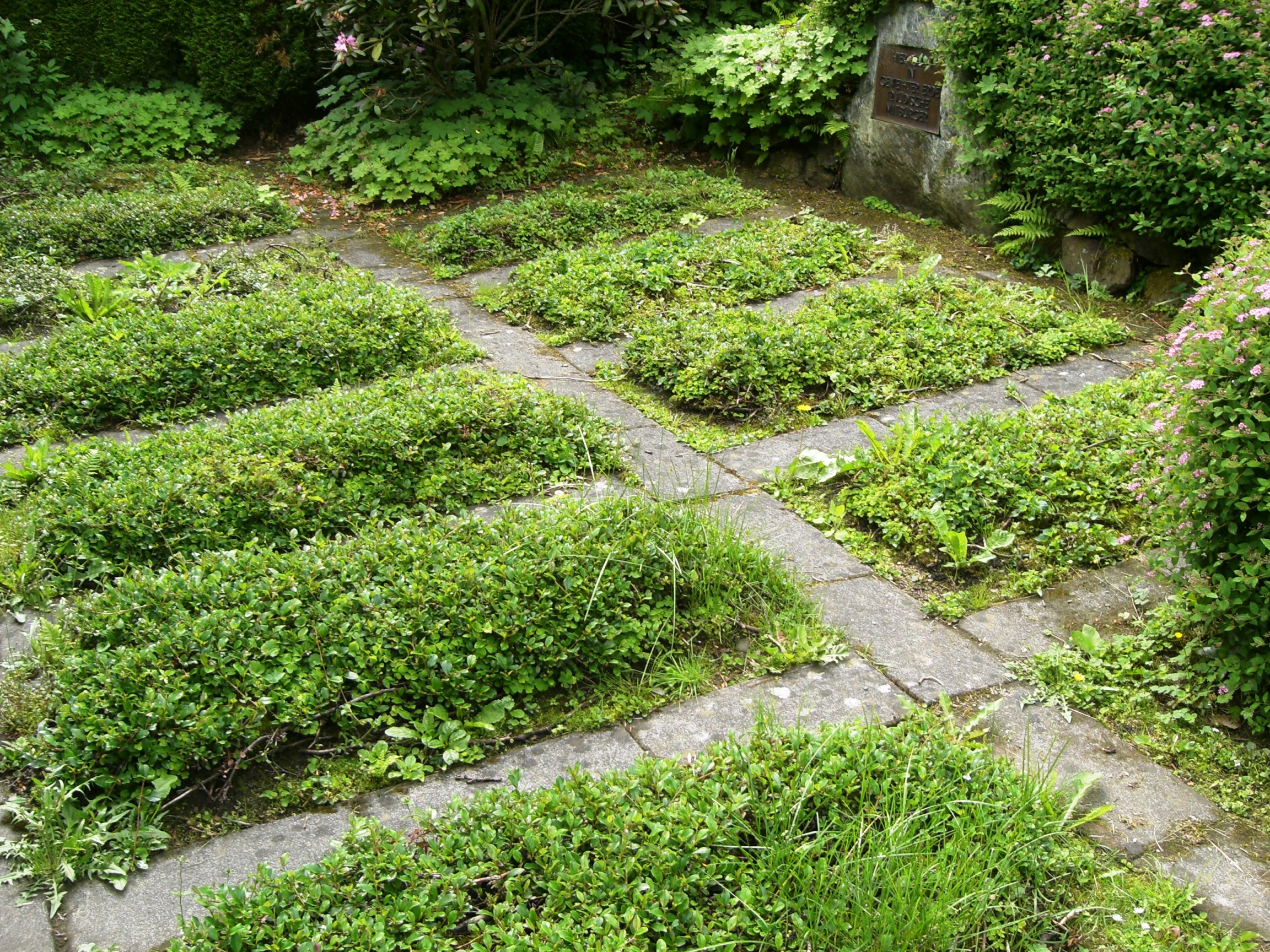
Jüdischer Friedhof in Langenei

Der Jüdische Friedhof Langenei befindet sich im Ortsteil Langenei der Stadt Lennestadt im Kreis Olpe in Nordrhein-Westfalen. Als jüdischer Friedhof ist er ein Baudenkmal. Er liegt unterhalb des Friedhofs der katholischen Kirchengemeinde am Ufergelände der Lenne.
Es sind keine Grabsteine vorhanden. Zwölf mit Bodendeckern bewachsene, gleichförmig gestaltete Grabstellen sind sichtbar. Ein Gedenkstein trägt die Inschrift: Hier ruhen in geweihter Erde unsere Mitbürger jüdischen Glaubens.